# Porter-klass
Porter-klassen var en klass av åtta jagare i den amerikanska flottan. I likhet med den föregående Farragut-klassen godkändes deras konstruktion av kongressen den 26 april 1916, men finansieringen försenades avsevärt. De konstruerades utifrån en deplacementgräns på 1 850 ton som infördes genom Londonfördraget; där reglerna tillät 13 fartyg av denna storlek, och den liknande Somers-klassen byggdes senare för att uppfylla gränsen. De fyra första Porter-jagarna byggdes 1933 av New York Shipbuilding i Camden, New Jersey, och de fyra följande 1934 av Bethlehem Steel Corporation i Quincy, Massachusetts. Alla togs i bruk 1936 utom Winslow, som togs i bruk 1937. De byggdes som ett svar på de stora jagarna i Fubuki-klassen som den kejserliga japanska flottan byggde vid den tiden, och var ursprungligen avsedda som flottiljledare. De användes flitigt under andra världskriget, däribland i Stillahavskriget, i Atlanten och som eskort i Nord- och Sydamerikanska vatten. Porter var klassens enda förlust, i slaget vid Santa Cruzöarna den 26 oktober 1942.

## Design
En större typ av flottiljledare hade varit föremål för överväganden sedan 1921. Generalstyrelsen rekommenderade faktiskt byggandet av fem fartyg av denna typ samma år. En faktor som bidrog var marinens brist på moderna lätta kryssare, som endast delvis lindrades av de tio fartyg av Omaha-klassen som byggdes på 1920-talet. Marinhistorikern Norman Friedman menade att det stora antalet jagare av Wickes- och Clemson-klass hindrade den amerikanska kongressen från att köpa nya jagare. Generalstyrelsen var mycket intresserad av att utrusta ett nytt maskineri med högre tryck och högre temperatur som också föreslogs för jagare av Farragut-klassen för att öka fartygens räckvidd. Londonfördraget samt de stora nya franska jagarna (Frankrike undertecknade inte fördraget och byggde fartyg långt över dess gränser) verkar ha avgjort beslutet, och 1930 inleddes konstruktionen av fartygen. Genèveförslagen för jagare tycks också ha påverkat konstruktionen, eftersom förslagen på flottiljledare-designer begränsades till 1 850 ton enligt avtalet; dessa tonnagebegränsningar inkluderades så småningom också i Londonfördraget.

### Framdrivningssystem
Porter-klassen hade samma framdrivningssystem som de omedelbart föregående Farragut-jagarna, med 400 psi (2 800 kPa) ånga överhettad till 341 °C. Maskineriet var något kraftfullare än i Farragut-klassen, och effekten ökade från 42 800 axelhästkrafter (31 900 kW) till 50 000 axelhästkrafter (37 000 kW), vilket resulterade i en maxfart på 37 knop (69 km/h). De huvudsakliga ångturbinerna tillverkades av New York Shipbuilding för de fartyg som byggdes av samma varv. Liksom på Farragut-fartygen hade huvudturbinerna en enkel reduktionsväxel, vilket begränsade deras effektivitet.

### Bestyckning

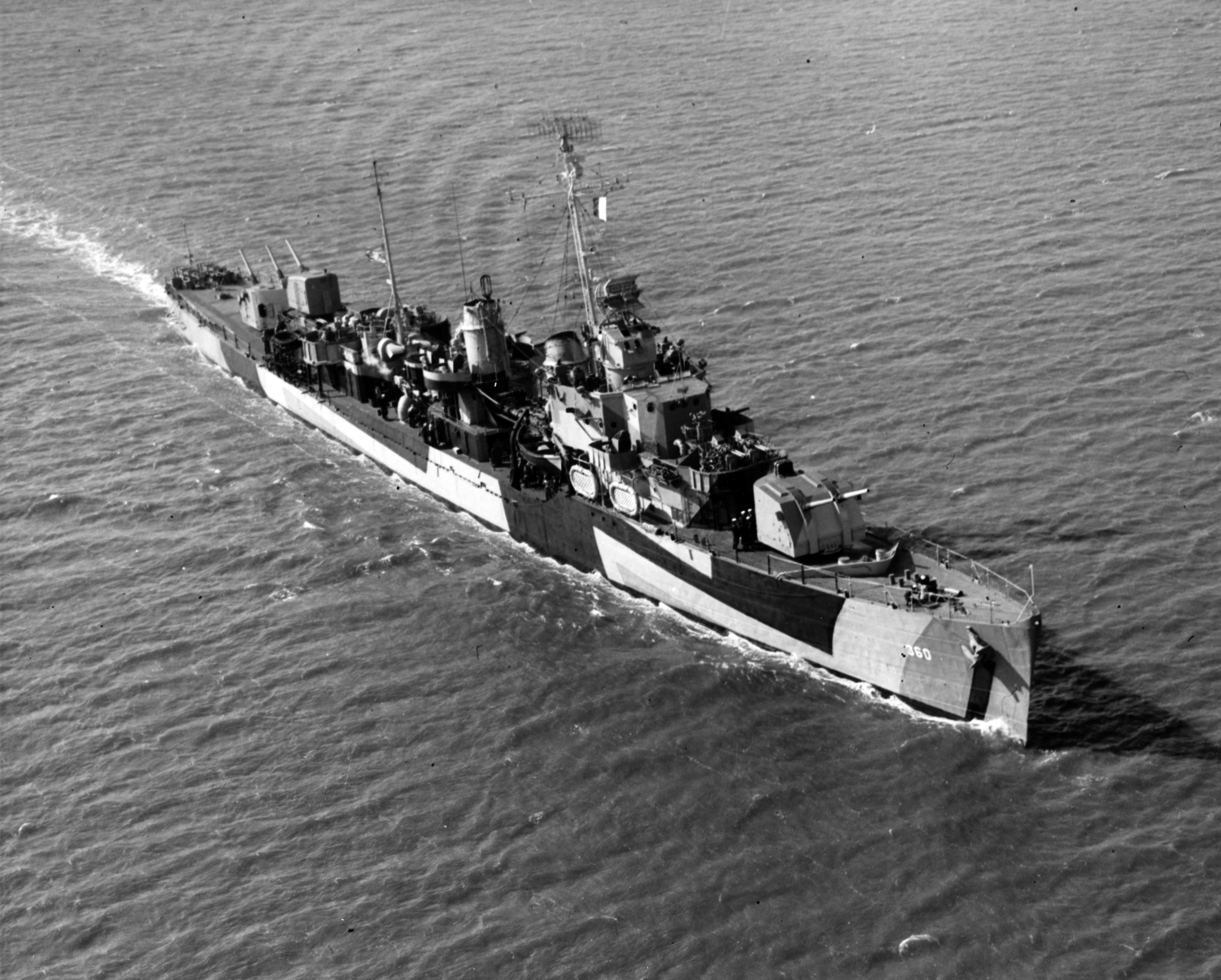
USS Phelps i november 1944.

Det fördes omfattande diskussioner om bestyckningen, och man förespråkade en luftvärnskanon av kaliber 12,7 cm/25. Den andra kandidaten var en 12,7 cm/51-kalibrig standardkanon, som var mycket kraftfull men i stort sett värdelös mot flygplan. Det var en diskussion som förändrades när en 12,7 cm/38-allmålskanon blev tillgänglig i början av 1930-talet, Ordnance Department föredrog denna design starkt, och valde pjäsen som huvudartilleri.  Även om Porter-klassen hade samma åtta 53,3 cm torpedtuber som Farragut-klassen, hade man till skillnad från dessa med sig en komplett uppsättning omladdningar. Klassen var inledningsvis utrustad med Mark 11 eller Mark 12 torpeder, vilka så småningom ersattes av Mark 15 från och med 1938. Under kriget ersattes de ursprungliga 28 mm kanonerna av Bofors 40 mm- och 20 mm Oerlikonkanoner samtidigt som ytterligare 40 mm- och 20 mm kanoner lades till mittskepps. På de flesta fartyg lades fyra "K"-sjunkbombskastare till för att komplettera de befintliga två sjunkbombsrälsarna. I vissa fall togs (DD-357, DD-359, DD-360) i slutet av kriget torpedtuber, två "K"-sjunkbombskastare och en sjunkbombsräls bort för att få plats med ytterligare lätta luftvärnskanoner, för totalt sexton 40 mm i tre fyrdubbla och två dubbla fästen och fyra 20 mm i två dubbla fästen.

## Tjänstgöring
Selfridge och Phelps låg i hamn under attacken mot Pearl Harbor den 7 december 1941 och deltog i bekämpandet av de japanska flygplanen. Klassen tjänstgjorde i slaget om Atlanten, i Stillahavskriget och eskorterade konvojer runt Nord- och Sydamerika. Phelps var med i slaget om Korallhavet och slaget vid Midway och sänkte det immobiliserade hangarfartyget Lexington med torpeder vid det förstnämnda slaget. Balch deltog vid Midway och räddade bland annat överlevande från den sjunkande Yorktown. När Moffett opererade från Trinidad i Västindien hjälpte hon till att sänka två ubåtar, U 128 och U 604. Andra fartyg i klassen deltog bland annat i slaget om Guadalcanal och Marianerna-kampanjen. I september 1944 koncentrerades klassen till Atlanten. Porter var klassens enda förlust, i slaget vid Santa Cruzöarna den 26 oktober 1942. Selfridge förlorade sin för när hon torpederades i sjöslaget vid Vella Lavella den 6 oktober 1943, men reparerades. McDougal och Winslow omklassificerades till AG-126 och AG-127 i september 1945 och modifierades till spaningsfartyg utrustade med radarutrustning för att bekämpa kamikazeflygplan i en liknande konfiguration som Gearing-klassen. Alla fartyg skrotades kort efter kriget; förutom Winslow som förblev i tjänst som utbildningsfartyg fram till 1950.

## Skepp i klassen
| Namn      | Fartygs nummer | Varv                    | Kölsträckt       | Sjösatt           | Färdigställd     | Tagen ur tjänst | Öde                                                        |
| --------- | -------------- | ----------------------- | ---------------- | ----------------- | ---------------- | --------------- | ---------------------------------------------------------- |
| Porter    | DD-356         | New York Shipbuilding   | 18 december 1933 | 12 december 1935  | 27 augusti 1936  | i.u.            | Sänkt i slaget vid Santa Cruzöarna 26 oktober 1942         |
| Selfridge | DD-357         | New York Shipbuilding   | 18 december 1933 | 18 april 1936     | 25 november 1936 | 15 oktober 1945 | Skrotad 1946                                               |
| McDougal  | DD-358         | New York Shipbuilding   | 18 december 1933 | 17 juli 1936      | 23 december 1936 | 24 juni 1946    | Omklassifierad till AG-126 17 september 1945, skrotad 1949 |
| Winslow   | DD-359         | New York Shipbuilding   | 18 december 1933 | 21 september 1936 | 17 februari 1937 | 28 juni 1950    | Omklassifierad till AG-127 17 september 1945, skrotad 1959 |
| Phelps    | DD-360         | Fore River Shipbuilding | 2 januari 1934   | 18 juli 1935      | 26 februari 1936 | 6 november 1945 | Skrotad 1947                                               |
| Clark     | DD-361         | Fore River Shipbuilding | 2 januari 1934   | 15 oktober 1935   | 20 maj 1936      | 23 oktober 1945 | Skrotad 1946                                               |
| Moffett   | DD-362         | Fore River Shipbuilding | 2 januari 1934   | 11 december 1935  | 28 augusti 1936  | 2 november 1945 | Skrotad 1947                                               |
| Balch     | DD-363         | Fore River Shipbuilding | 16 maj 1934      | 24 mars 1936      | 20 oktober 1936  | 19 oktober 1945 | Skrotad 1946                                               |